# Eazy Sleazy
Eazy sleazy, canción de Mick Jagger y Dave Grohl. Fue lanzado por sorpresa a través de Polydor Records el 13 de abril de 2021.
Jagger concibió el sencillo durante la pandemia de COVID-19, colaboró de forma virtual con el baterista y cantante Dave Grohl de la banda Foo Fighters que trabajó desde Los Ángeles. El productor de la canción es Matt Clifford. "Eazy sleazy" es una canción optimista de rock, llena de energía con mensajes irónicos y satíricos. 
La letra de la canción describe la vida durante la pandemia de COVID-19, las frustraciones comunes, la desinformación relacionada con la pandemia. También menciona bailes en las redes sociales, videoconferencias y teorías de conspiración de Bill Gates.  El coro de "Eazy sleazy" es deliberadamente optimista para un futuro pospandémico.
En el video de la canción donde aparece la letra para cantar karaoke, Jagger y Grohl aprecen por separado grabando el tema.
- Mick Jagger, voz principal, guitarra rítmica.
- Dave Grohl, batería, guitarra principal, bajo, coros.

“Estamos saliendo de eso (pandemia), con suerte, hacia, ya sabes, un estado de ánimo más optimista".
Mick Jagger, abril de 2021.

## Galería

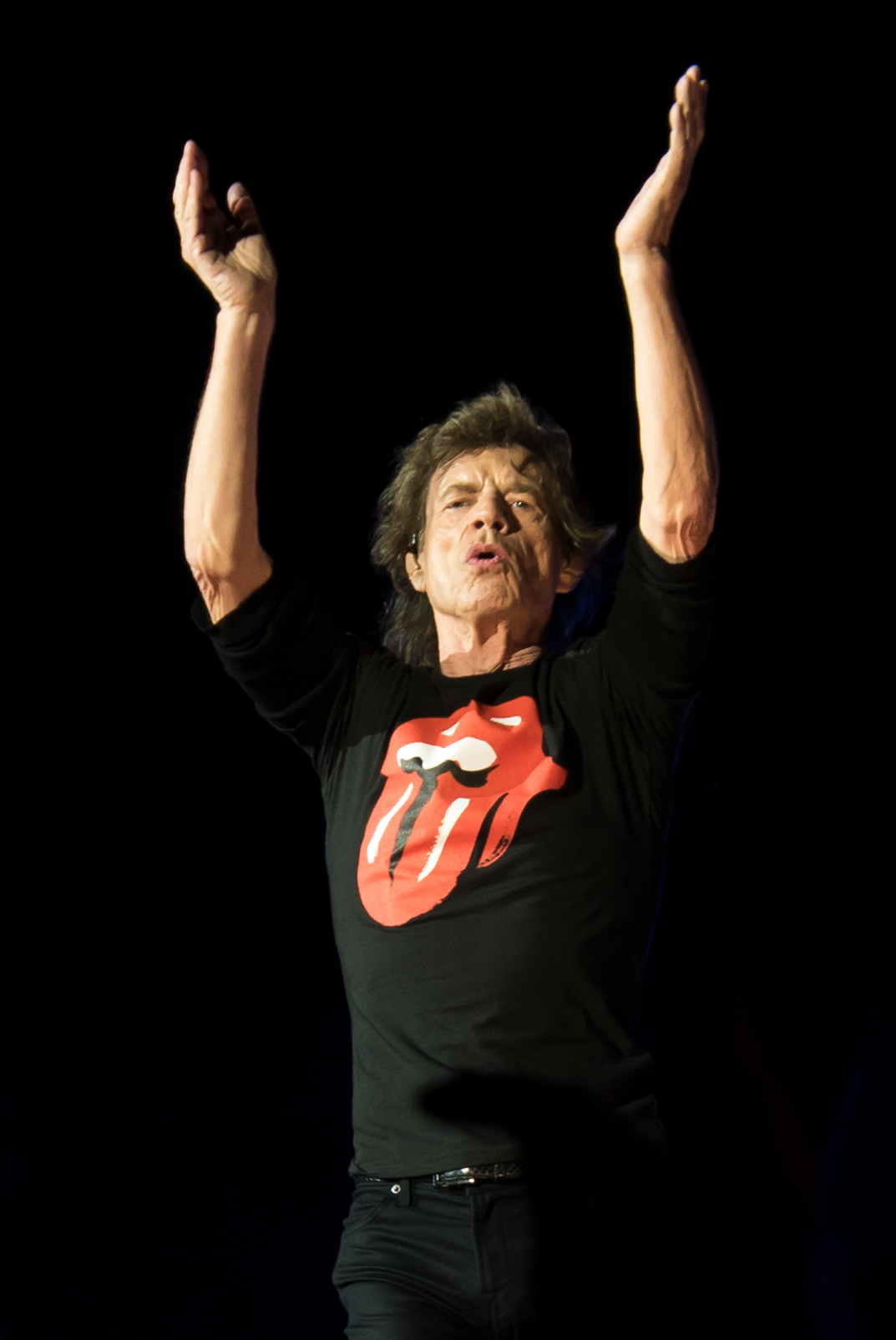
Mick Jagger en 2018.
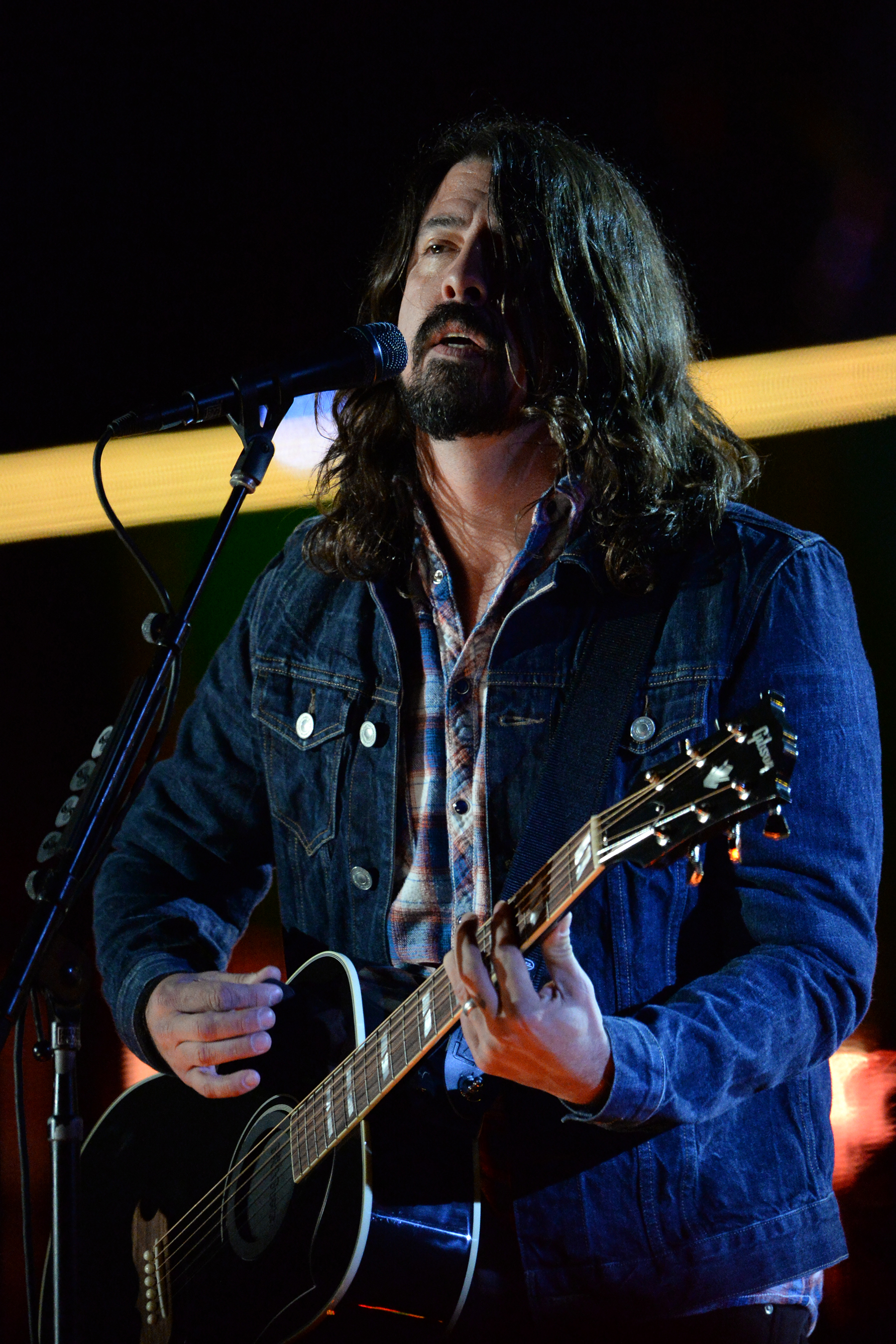
Dave Grohl en 2014.